# Nova Gueneratsia
Nova Gueneratsia, título habitualmente transcrito como Nova Generatsiia (en ucraniano: Нова ґенерація, «Nueva Generación»), fue una revista futurista ucraniana editada por Mijailo Semenko y publicada en Járkov. Se mantuvo en activo entre octubre de 1927 y diciembre de 1930. La revista era el órgano oficial de un grupo de futuristas ucranianos también liderado por Semenko que tomó su propio nombre de la revista y creía que eran necesarios el final del arte burgués y un periodo de destrucción para lograr una era de síntesis y la creación de una forma de arte completamente nueva y revolucionaria.

## Contenido

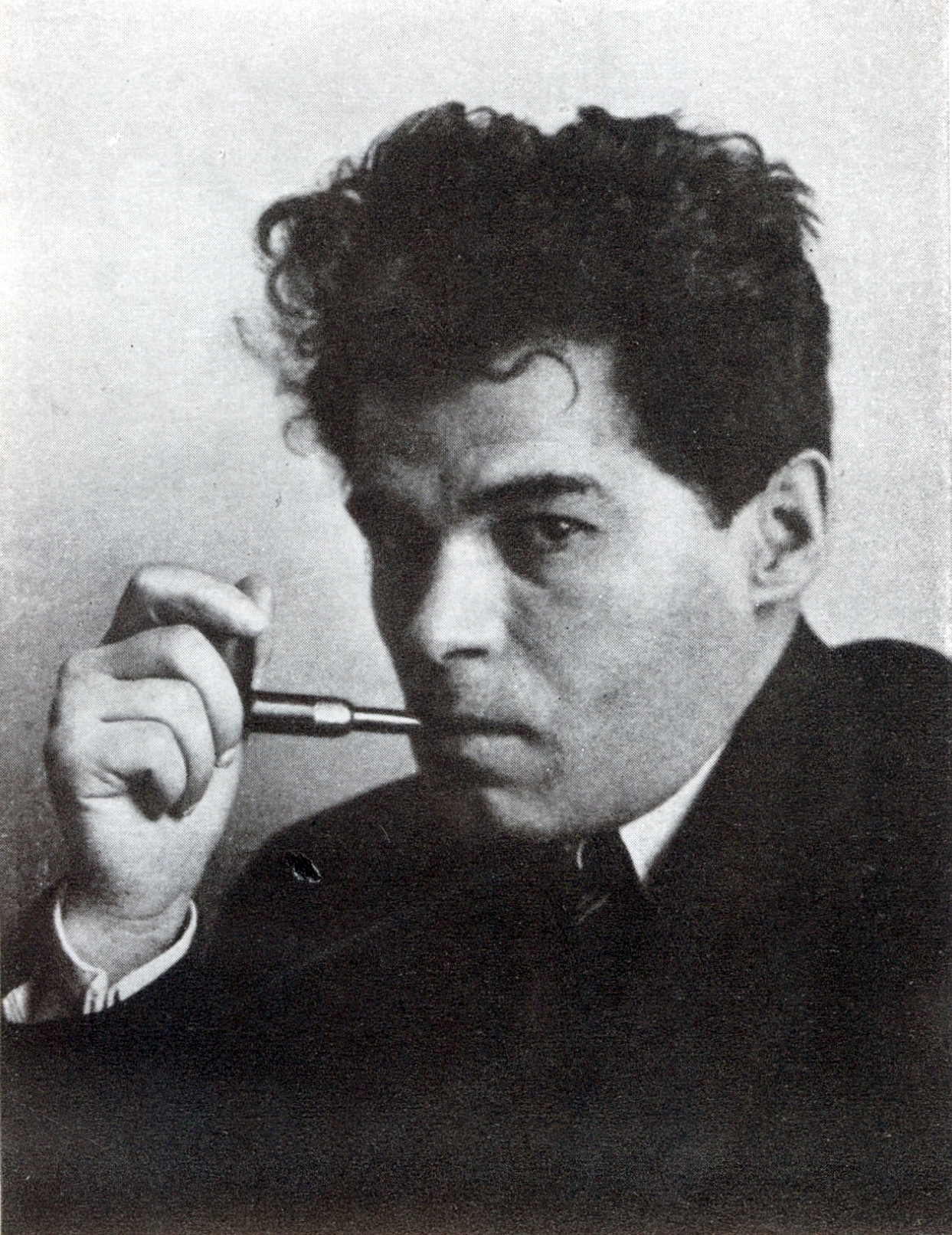
Mijailo Semenko, fundador del futurismo ucraniano y editor de Nova Gueneratsia

El objetivo de Nova Gueneratsia era promover el arte de vanguardia al público general ucraniano. La revista puso especial énfasis en la arquitectura, el diseño y la planificación urbana, siguiendo muy de cerca los desarrollos europeos, y especialmente los alemanes, en estas áreas.

## Reacciones
El futurismo ucraniano en general y Nova Gueneratsia en particular fueron criticados a menudo por sus posturas izquierdistas, muy patentes en la revista. La publicación fue especialmente denostada por los contemporáneos, pero más tarde fue reconocida por su papel en el establecimiento del arte ucraniano como una institución independiente y moderna. Además, la revista recibió elogios por ser la última de Ucrania en ceder a las demandas del Partido Comunista cuando este buscaba neutralizar y homogeneizar las actividades artísticas y culturales en la segunda mitad de los años veinte.